# Ozarînți, Moghilău
Ozarînți (în ucraineană Озаринці) este o comună în raionul Moghilău, regiunea Vinnița, Ucraina, formată numai din satul de reședință.

## Demografie
Componența lingvistică a satului Ozarînți
     Ucraineană (98,14%)
     Rusă (1,76%)
     Alte limbi (0,05%)
Conform recensământului din 2001, majoritatea populației satului Ozarînți era vorbitoare de ucraineană (98,14%), existând în minoritate și vorbitori de rusă (1,76%).